# Sławomir Abramowicz
Sławomir Abramowicz, né le 9 juin 2004 à Varsovie en Pologne, est un footballeur polonais qui évolue au poste de gardien de but au Jagiellonia Białystok.

## Biographie

### Carrière en club
Né à Varsovie en Pologne, Sławomir Abramowicz commence le football au Victoria Sulejówek, puis il joue dans différents clubs de la capitale dans les équipes de jeunes, tels que l'Escola Varsovia, le Varsovia Warsaw et le Polonia Varsovie. Le 23 août 2021 il rejoint le Jagiellonia Białystok en signant un contrat courant jusqu'en juin 2024. 
Le 11 mars 2021, il joue son premier match de première division polonaise, contre le Górnik Zabrze. Il est titularisé et son équipe l'emporte par deux buts à un.
En septembre 2023, Abramowicz prolonge son contrat avec le Jagiellonia Białystok, étant alors lié au club jusqu'en juin 2025, avec une option pour une année supplémentaire.
Abramowicz s'impose comme le gardien numéro un du Jagiellonia Białystok au cours de la deuxième partie de l'année 2024. Ses prestations attirent notamment l'intérêt de plusieurs clubs anglais, alors qu'il est perçu comme l'un des joueurs les plus prometteurs du Jagiellonia.

### En sélection
Sławomir Abramowicz représente la Pologne en sélection, il commence avec les moins de 18 ans. Il joue en tout deux matchs avec cette sélection en 2022.
Le 1er juin 2024, Abramowicz fait ses débuts avec l'équipe de Pologne espoirs lors d'un match amical face à la Macédoine du Nord. Il entre en jeu et son équipe est battue par deux buts à un.